# Pepi III
Pepi III (Neferirkare) – pomniejszy władca XVI dynastii o imieniu tronowym Seneferanchre. Wymieniany jedynie na skarabeuszach.